# Le Thou
Le Thou là một xã trong tỉnh Charente-Maritime trong vùng Nouvelle-Aquitaine tây nam nước Pháp. Xã này nằm ở khu vực có độ cao trung bình 24 mét trên mực nước biển. Đại Tây Dương cách xã 10 km về phía tây.

## Lịch sử dân số
| Năm  | Dân số | Mật độ | Phần trăm của tổng |
| ---- | ------ | ------ | ------------------ |
| 1962 | 720    | -      | -                  |
| 1968 | 792    | -      | -                  |
| 1975 | 844    | -      | -                  |
| 1982 | 975    | -      | -                  |
| 1990 | 1,024  | -      | -                  |
| 1999 | 1,170  | 61/km² | 11.39%             |